# Ariidae
Ariidae är en familj av fiskar som ingår i ordningen malartade fiskar (Siluriformes). Enligt Catalogue of Life omfattar familjen Ariidae 152 arter. De svenska trivialnamnen havsmalar och korsmalar förekommer för familjen.
Familjens medlemmar lever i havet, i bräckt vatten och i sötvatten. De förekommer i tropiska och subtropiska områden över hela världen. Hos flera arter utför hannarna yngelvården genom att bära äggen i munnen tills de kläcks. Individerna har tre par eller sällan två par skäggtöm. Det finns inga skäggtöm vid näsborrarna.

## Bildgalleri

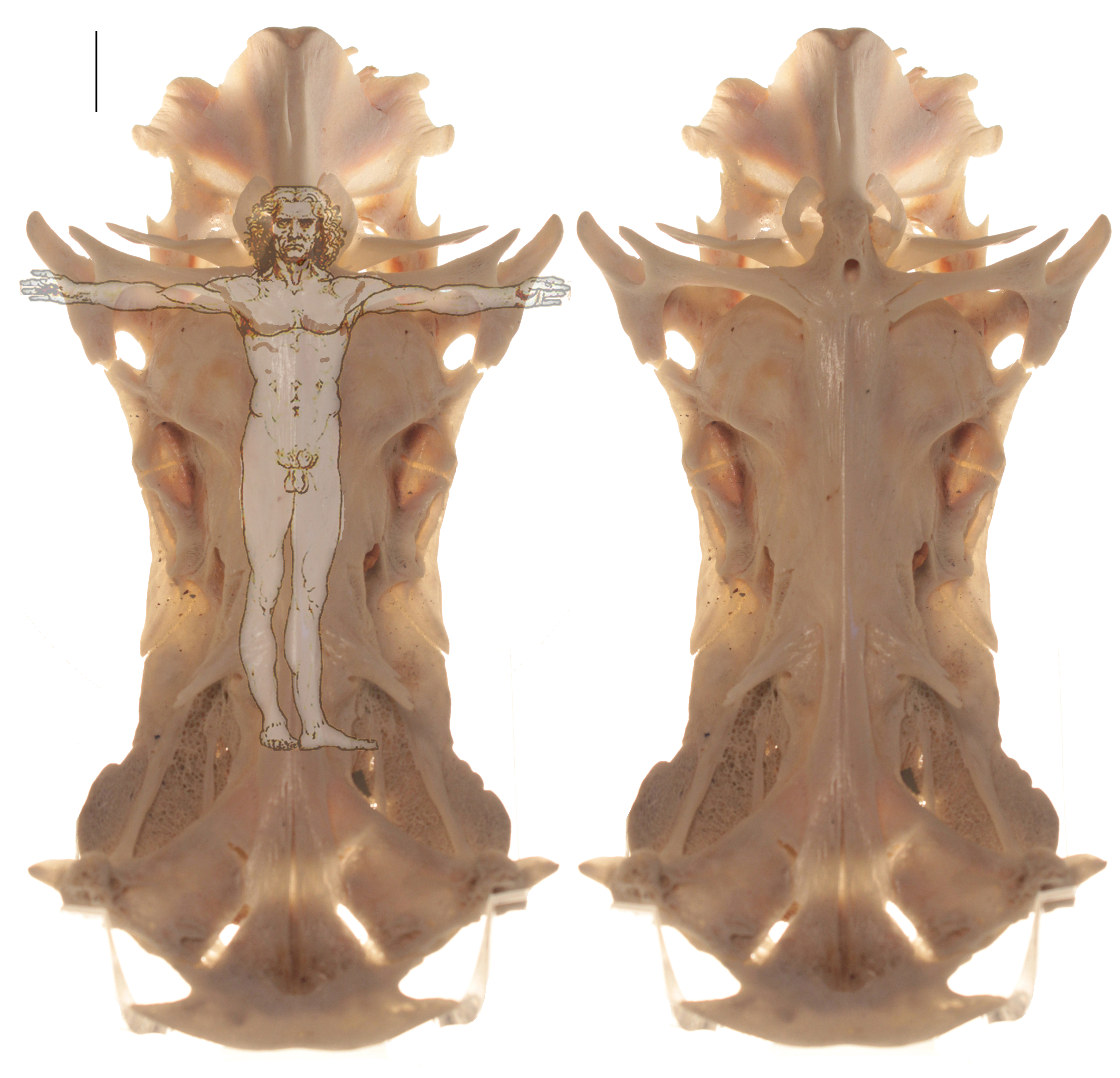
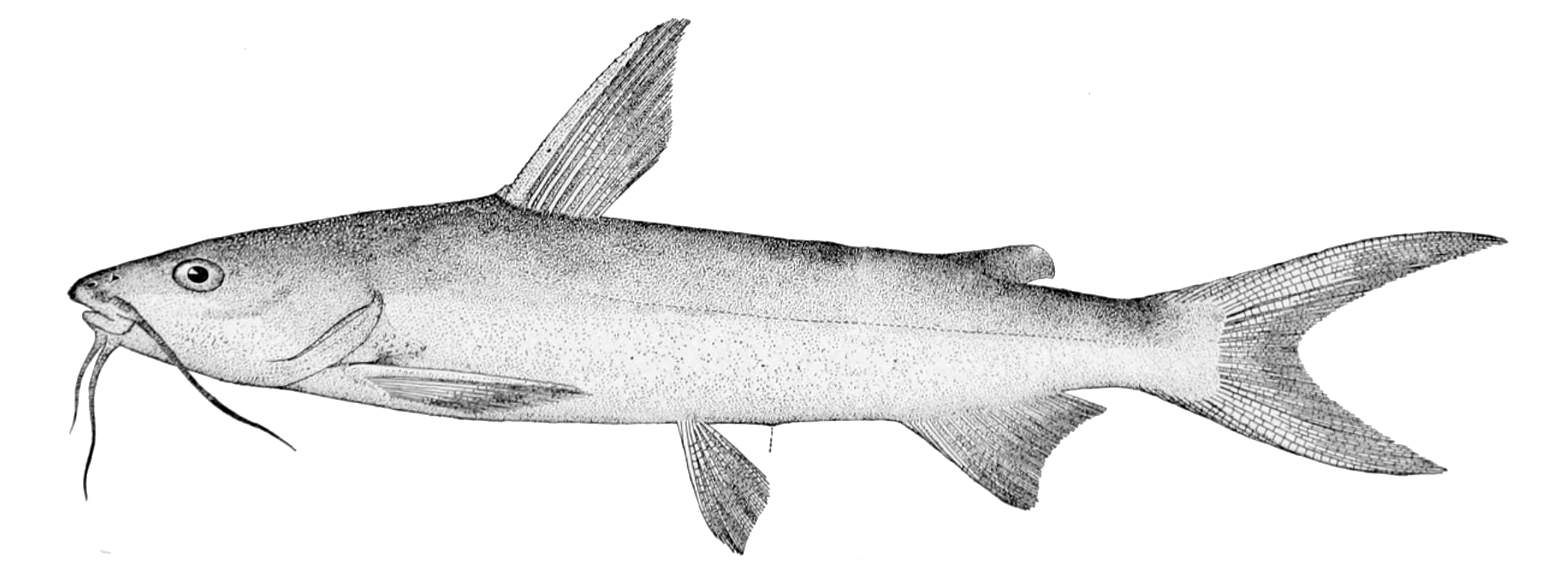
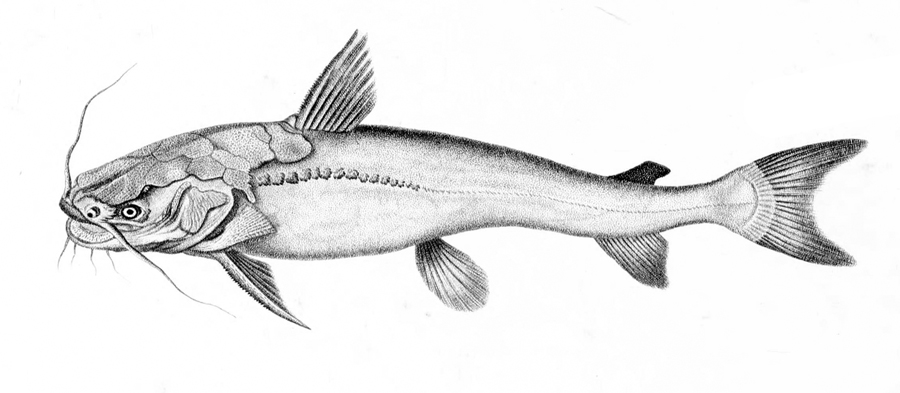
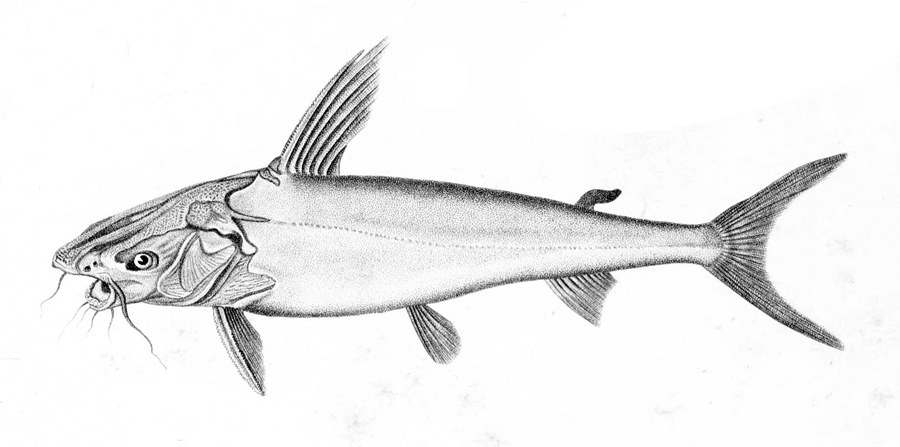
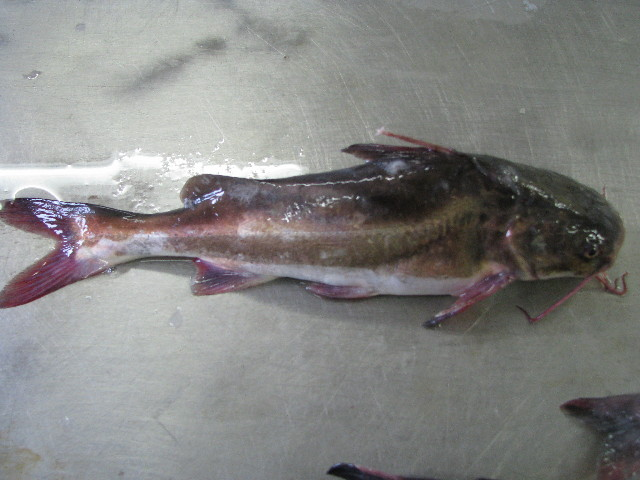
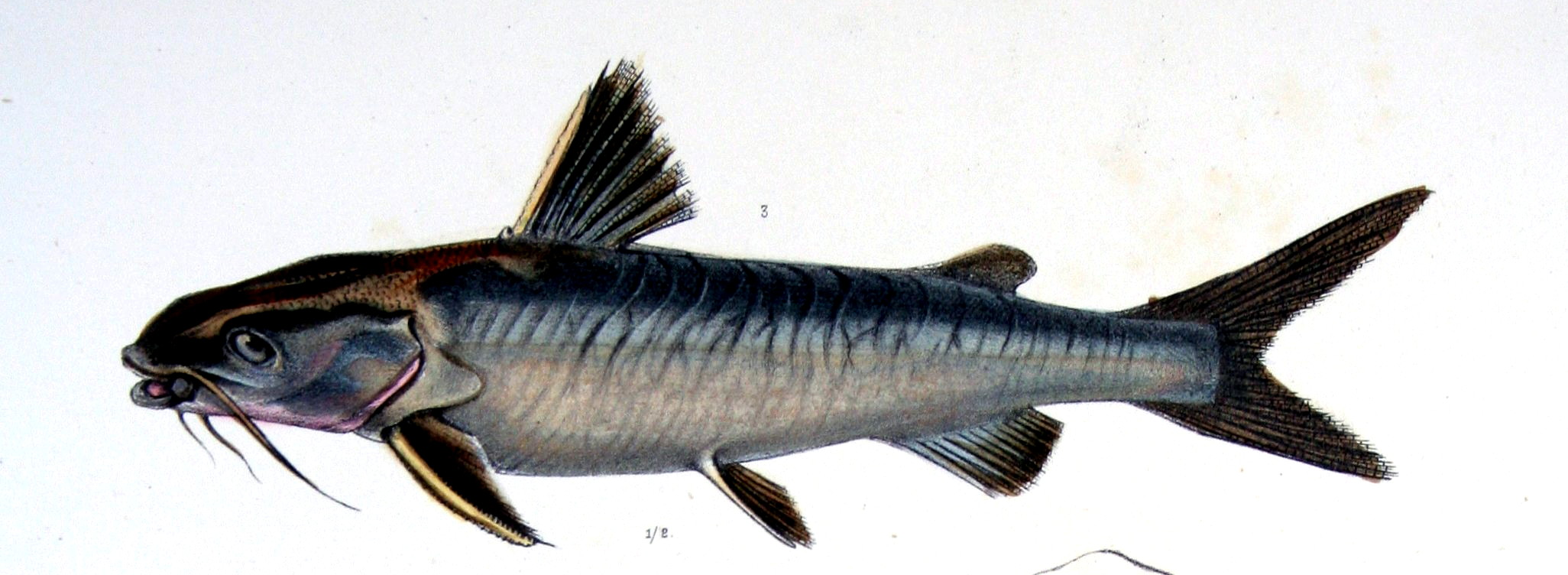

## Taxonomi
Släkten enligt Catalogue of Life:
- Amissidens
- Amphiarius
- Ariopsis
- Arius
- Aspistor
- Bagre
- Batrachocephalus
- Brustiarius
- Carlarius
- Cathorops
- Cephalocassis
- Cinetodus
- Cochlefelis
- Cryptarius
- Galeichthys
- Genidens
- Hemiarius
- Hexanematichthys
- Ketengus
- Nedystoma
- Nemapteryx
- Neoarius
- Netuma
- Notarius
- Occidentarius
- Osteogeneiosus
- Plicofollis
- Potamarius
- Sciades